# رجم الشامی
رجم الشامی (به عربی: رجم الشامی) یک منطقهٔ مسکونی در اردن است که در استان عمان واقع شده‌است.